# Johanna Moder

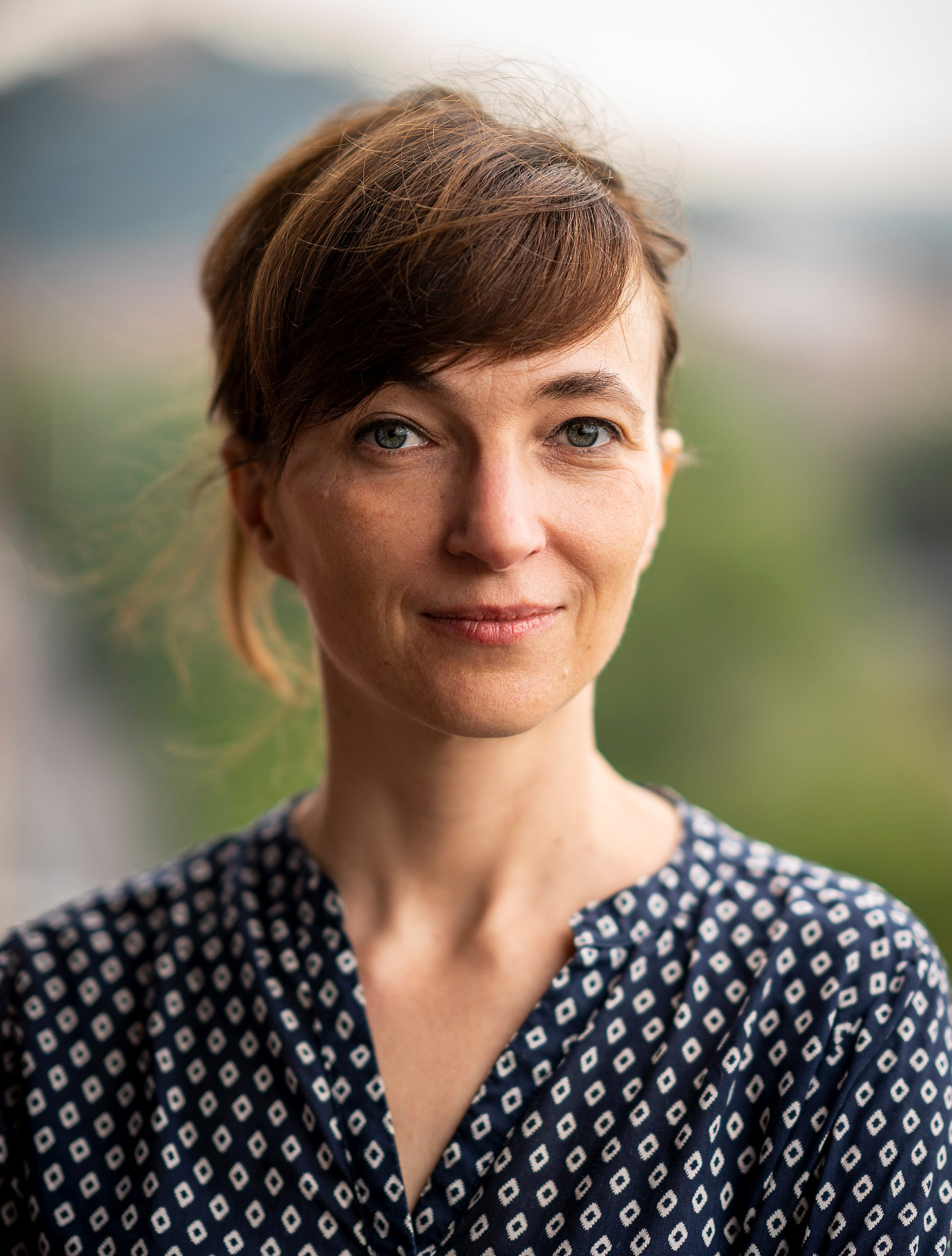
Johanna Moder (2019)

Johanna Moder (* 1979 in Graz) ist eine österreichische Filmregisseurin und Drehbuchautorin.

## Leben und Werk
Johanna Moder wurde in Graz geboren. Aufgewachsen ist sie mit zwei Brüdern im Stadtteil Mariagrün. Nach der Matura zog sie nach Wien und arbeitete dort für verschiedene Filmproduktionen als Skript Continuity und Regieassistentin, während sie ab 2001 an der Filmakademie Wien in Wien ihr Regiestudium unter der Leitung von Wolfgang Glück, Michael Haneke und Peter Patzak absolvierte. Nach mehreren Kurzfilmen drehte Johanna Moder im Sommer 2013 ihren ersten Langfilm „High Performance – Mandarinen lügen nicht“. Der Film erlebte auf dem Max Ophüls Festival 2014 seine Uraufführung und gewann dort den Publikumspreis.
2005 erhielt sie das Cine-Styria-Filmstipendium des Landes Steiermark für das eingereichte Kurzfilmkonzept „Der ungelöste Fall“ und 2006 den Thomas-Pluch-Drehbuchförderpreis für „Her mit dem schönen Leben“.
2016 bis 2018 gehörte sie dem Vorstand des Verbands Filmregie Österreich an.

## Festivalteilnahmen und Preise
- Kurzfilm Blick auf Wien Teil der Eleven Minutes Kurzfilmrolle:
  - Festivals: Internationale Kurzfilmtage Winterthur 2008, Solothurner Filmtage 2009, Max Ophüls Preis 2009, Int. Filmfestival Filmakademie Wien 2009, Hanover-Telluride Film Festival 2009
  - Preise: Thomas-Pluch-Drehbuch-Förderpreis 2006; Jurypreis für Spielfilm & Produktion 2007 – Internationales Filmfestival der Filmakademie Wien; Publikumspreis – Vienna Independent Shorts 2007; Jurypreis Spielfilm film:riss 2007
- Kurzfilm Her mit dem schönen Leben:
  - Festivals: Diagonale 2007, Vienna Independent Shorts, Internationales Filmfestival der Filmakademie Wien 2007, Hofer Filmtage 2007, Köln unlimited #2, film:riss 07,
- Spielfilm High Performance – Mandarinen lügen nicht
  - Festivals: Max Ophüls Festival 2014; Diagonale Graz 2014; World Film Festival Montreal 2014; First Steps (Filmpreis) Berlin 2014; Kinofest Lünen 2014; Slamdance Film Festival 2015, Park City, Utah, USA
  - Preise: Publikumspreis 2014 beim Max Ophüls Festival; Kinofest Lünen 2014: Bestes Drehbuch
- Spielfilm Waren einmal Revoluzzer – Once Were Rebels
  - Festivals: Zurich Film Festival 2019; Max Ophüls Festival 2020 in Saarbrücken
  - Preise: Ökumenischer Filmpreis der Zürcher Kirchen beim Zurich Film Festival 2019; Preis für die beste Spielfilmregie beim Max Ophüls Festival 2020; Thomas-Pluch-Drehbuchpreis (Hauptpreis) 2020[3]
- Spielfilm Mother’s Baby
  - Festivals: Berlinale 2025: nominiert im Hauptbewerb

## Filmografie (Auswahl)

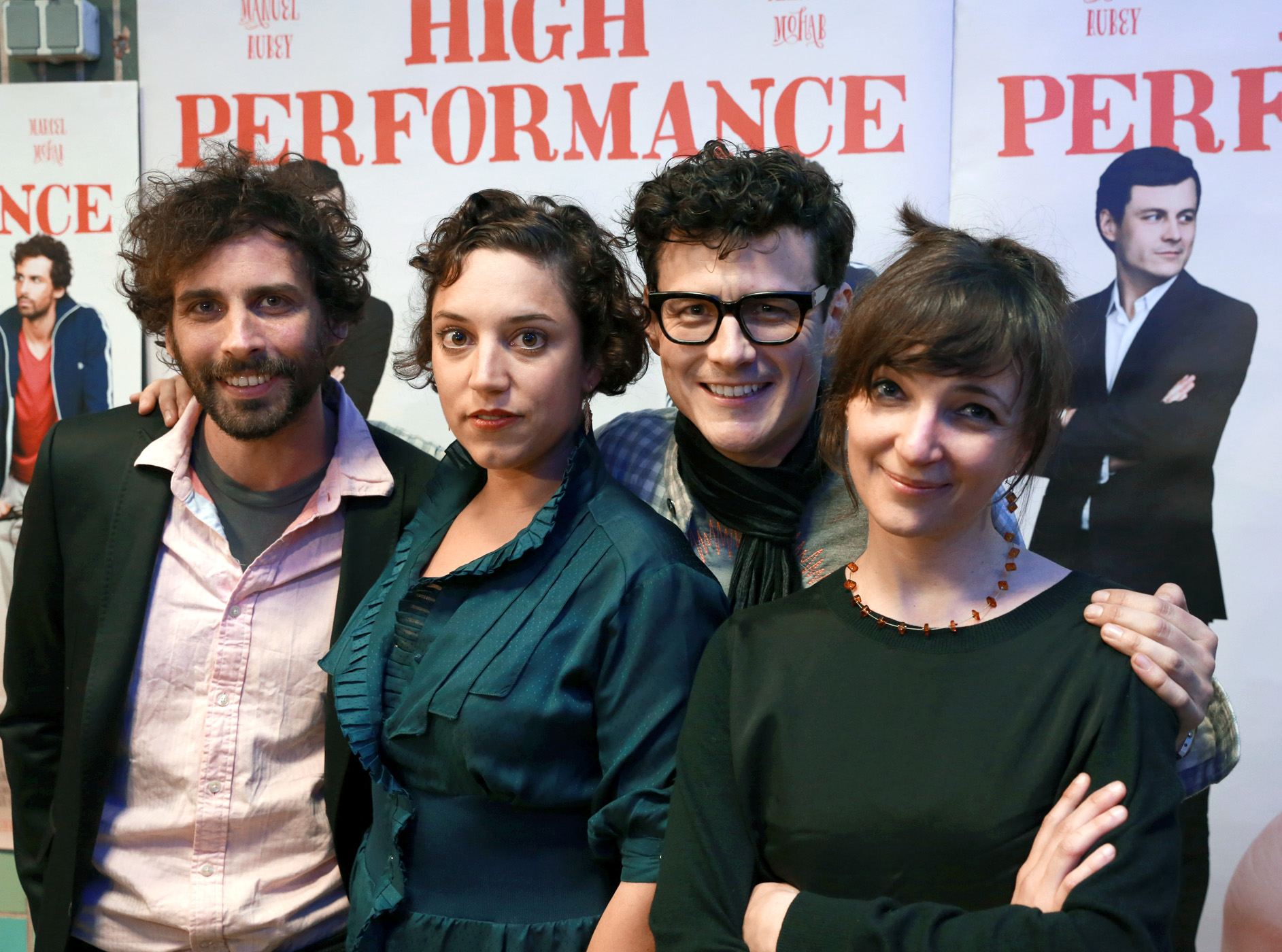
Johanna Moder (r.) mit Marcel Mohab, Katharina Pizzera und Manuel Rubey bei der Wiener Galapremiere von High Performance (2014)

- 2007: Her mit dem schönen Leben (Kurzfilm) – Regie & Buch
- 2008: Blick auf Wien (Kurzfilm) – Regie & Buch
- 2009: Party People (Teil der Kurzfilmrolle „Im Auto – Ein steirischer Episodenfilm“) – Regie & Buch
- 2014: High Performance – Mandarinen lügen nicht (Kinospielfilm) – Regie & Buch
- 2019: Waren einmal Revoluzzer (Kinospielfilm) – Regie & Buch
- 2024: School of Champions (Fernsehserie)
- 2024: Zeit zu beten. Ein Krimi aus Passau (Fernsehreihe Teil 5) – Regie
- 2024: Ewig Dein (Fernsehfilm)
- 2025: Mother’s Baby (Kinospielfilm) – Regie & Buch